# Bactrocera dorsalis
Ruồi đục trái Phương Đông (Danh pháp khoa học: Bactrocera dorsalis) là một loài ruồi trong họ ruồi đục trái Tephritidae. Đây là loài đặc hữu Đông Nam Á nhưng cũng được du nhập vào Hawaii, quần đảo Mariana và Tahiti. Đây là một trong các loài gây hại lớn trong chi Bactrocera phá hoại những loài cây có quả hoang dã và được trồng, là loài gây hại thứ nhì chỉ xếp sau B. papayae.
Loài này tương tự với các loài có quan hệ khá gần gũi B. carambolae, B. papayae, B. occipitalis, B. philippinensis và B. invadens trong kiểu màu sắc. Trên thực tế, bằng chứng khoa học gần đây cho thấy rằng B. papayae, B. invadens và B. philippinensis thuộc cùng một loài sinh học có tên B. dorsalis.
Con đực của loài này phản ứng mạnh với methyl eugenol và điều này được sử dụng để theo dõi và ước tính dân số.
 Chúng cũng là những loài thụ phấn và vãng lai quan trọng đến các loài lan rừng, Bulbophyllum cheiri và Bulbophyllum vinaceum, trong khu vực Đông Nam Á, trong đó thu hút loài ruồi này sử dụng methyl eugenol.

## Đặc điểm
Trưởng thành ruồi màu nâu, kích thước 7mm, trên lưng ngực giữa có 2 vệt vàng dọc, lưng ngực sau có vệt vàng ngang, 3 vệt này xếp thành hình chữ "U". Bụng tròn giống bụng ong và cuối bụng nhọn. Phía lưng bụng có 2 vệt đậm đen hình chữ "T". Trứng ruồi hình trái dưa leo, dài 1mm, màu vàng nhạt. Ấu trùng dạng dòi, màu trắng, mới nở dài 1,5mm, đẫy sức có thể dài đến 8mm. Nhộng dạng nhộng bọc nằm trong kén hình trứng dài, màu nâu đỏ.
Vòng đời của ruồi từ 30 - 40 ngày: Trứng: 2 - 3 ngày → Dòi (sâu non): 10 - 18 ngày → Nhộng: 8 - 10 ngày → Trưởng thành: 10 - 20 ngày. Ruồi cái thường dùng bộ phận đẻ trứng chọc thủng vỏ trái và đẻ trứng vào trong vùng tiếp giáp giữa vỏ và thịt trái. Trứng được đẻ thành từng ổ từ 5 – 10 trứng. Dòi nở ra đục và ăn phần mềm trái, thải phân làm ô nhiễm trái, từ đó làm trái thối và rụng.
Đẫy sức dòi cắn vỏ chui ra búng mình rơi xuống đất làm nhộng. Ruồi đẻ trứng mạnh trong giai đoạn quả gần già đến chín. Ruồi phát sinh rộ bắt đầu từ cuối mùa khô, đầu mùa mưa và kéo dài cho đến hết mùa mưa. Ruồi ưa hoạt động trong vườn cây rậm rạp, um tùm.

## Gây hại
Loài ruồi này là một loại côn trùng đa thực vì ngoài ổi chúng còn gây hại trên rất nhiều loại quả cây khác, như mận, táo, sapôche, đu đủ, xoài, thanh long, chôm chôm, mãng cầu xiêm... và là một dịch hại nguy hiểm đối với cây ăn quả vì sâu non sinh sống và gây hại trong quả. Ngoài tác hại trực tiếp, ruồi đục quả Phương Đông còn là đối tượng kiểm dịch thực vật của nhiều nước nhập khẩu sản phẩm quả tươi.
Ruồi cái thường dùng bộ phận đẻ trứng chọc thủng vỏ trái và đẻ trứng vào trong vùng tiếp giáp giữa vỏ và thịt trái. Vết chích rất nhỏ chỉ nhìn thấy nhờ vết mủ trái chảy ra. Dòi nở ra đục và ăn phần mềm trái, thải phân làm ô nhiễm trái, từ đó làm trái thối và rụng.